# Michael Mossman
Michael Philip Mossman (Philadelphia (Pennsylvania), 12 oktober 1959) is een Amerikaanse jazzmuzikant (trompet, bugel), -arrangeur en -componist, die ook naar de voorgrond is getreden als orkestleider en hoogleraar.

## Biografie
Mossman begon zijn carrière bij het Creative Orchestra van Anthony Braxton, met wie hij in 1978 door Europa toerde. Daarna werkte hij samen met Roscoe Mitchell/Wadada Leo Smith (1979). In de jaren 1980 speelde hij in zulke uiteenlopende formaties als in John Lindbergs ensemble (Trilogy of Works for Eleven Instrumentalists), in Franco Ambrosetti's tentett en met Lionel Hampton (1984). Halverwege de jaren 1980 werd hij lid van de formatie Out of the Blue en speelde hij kort bij Art Blakeys Jazz Messengers, ook bij Machito en Gerry Mulligan (1985). Daarna was Mossman hoofdtrompettist in Toshiko Akiyoshi's Jazz Orchestra en maakte hij van 1989 tot 1991 deel uit van de band van Horace Silver. Van 1989 tot 1991 nam hij op met The George Gruntz Concert Jazz Band. In 1992 speelde hij in Gerry Mulligans Rebirth of the Cool Band. Hij toerde ook met het United Nation Orchestra van Dizzy Gillespie en het Slide Hampton Jazz Masters Orchestra. Hij speelde ook in latin jazzbands met Michel Camilo, Mario Bauzá en Eddie Palmieri, maar ook met Gil Evans, Pat Metheny, Benny Carter, Bob Mintzer, Al Di Meola, Joe Henderson, Renee Rosnes, Dwayne Dolphin en Jimmy Heath.
Mossman leidde samen met Daniel Schnyder een band, die opnamen maakte voor Red Records. In 1993 leidde hij een opnamesessie met Perico Sambeat. In 1994 leidde hij een band, bestaande uit David Sánchez, Kenny Drew jr., James Genus en Marvin Smitty Smith, met wie hij het album Springdance for Claves opnam. In 2001 nam hij The Orisha Suite op met o.a. Paquito D’Rivera, Ray Barretto en Carlos 'Patato' Valdez. Eind 2012 werd zijn arrangement van de Afro-Cuban Jazz Suite for Ellington (voor de Bobby Sanabria Big Band) genomineerd voor een Grammy Award in de categorie «Best Instrumental Arrangement». Hij heeft ook geschreven voor tal van Europese radiobigbands. Mossman was o.a. werkzaam aan het Oberlin Conservatory of Music in Oberlin (Ohio), de Rutgers University, The New School for Social Research en het New Jersey Summer Arts Institute. Mossman is momenteel professor en directeur jazzstudies aan de Aaron Copland School of Music van het Queens College in New York.

## Discografie
- 1990: Granulat (Red)
- 1993: Uptown dance (EGT)
- 1995: Springdance (Claves)
- 2010: Visitatio Sepulchri De Gandia (Calidoscopi Mostra Tua Jazz – CR 001)
- 2011: The Orisha Suite

- Bibliothèque nationale de France: cb13974379n (data)
- Gemeinsame Normdatei: 134765486
- International Standard Name Identifier: 0000 0000 5517 9184
- Library of Congress Control Number: no98023828
- MusicBrainz: 87c56006-508d-4608-aa26-207f5c7f4b0c
- Nationale Bibliotheek van Tsjechië: xx0205483
- Nationale Bibliotheek van Israël: 987007317290805171
- Virtual International Authority File: 46953997
- WorldCat: E39PBJjdjPPqyrmtG7cPgBP4v3